# Acylita elongata
Acylita elongata är en fjärilsart som beskrevs av William Schaus 1906. Acylita elongata ingår i släktet Acylita och familjen nattflyn. Inga underarter finns listade i Catalogue of Life.

## Bildgalleri

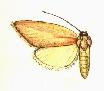